# First Division 1988-1989
La First Division 1988-1989 è stata la 90ª edizione della massima serie del campionato inglese di calcio, disputato tra il 27 agosto 1988 e il 26 maggio 1989 e concluso con la vittoria dell'Arsenal, al suo nono titolo.
Capocannoniere del torneo è stato Alan Smith (Arsenal) con 23 reti.

## Stagione

### Novità
Al posto delle retrocesse Chelsea, Portsmouth, Watford e Oxford Utd sono saliti dalla Second Division il Millwall, l'Aston Villa e il Middlesbrough (dopo i play-off).

### Formula
Dopo un anno di transizione, il campionato si assestò a 20 squadre. Vennero eliminati gli spareggi interdivisionali e ristabilite a tre le retrocessioni in Second Division.

### Avvenimenti
Il campionato conobbe un finale molto avvincente: grazie ad un gol segnato allo scadere dello scontro diretto, il rinnovato Arsenal centrò il suo primo titolo dopo diciotto anni, a spese di un Liverpool  capace di rimontare in un mese quindici punti di svantaggio e di piazzare il sorpasso ad una gara dalla fine.
Il torneo, con il suo avvincente finale, è lo sfondo su cui è ambientato il saggio autobiografico del 1992 Febbre a 90° scritto dall'autore Britannico Nick Hornby. Il libro divenne anche la base per due film: Uno fu il film inglese Febbre a 90° che uscì nel 1997 e il suo remake americano intitolato L'amore in gioco del 2005.
Il nuovo torneo, il primo dopo settantatré anni con venti squadre al via e con i diritti televisivi interamente coperti da un'emittente privata, prese avvio il 27 agosto 1988. Vincendo le prime quattro gare il Norwich City divenne la prima squadra a prendere la testa della classifica, inseguita da Southampton, Liverpool e dal neopromosso Millwall, quest'ultimo capace di approfittare della prima sconfitta stagionale del Norwich City per prendere, il 1º ottobre, il comando solitario della classifica. I Canaries ritornarono in testa nella settimana successiva e tentarono la fuga accumulando un consistente vantaggio sulle inseguitrici, tra cui spiccavano, oltre al Millwall, il Coventry City e l'Arsenal. Con l'inizio di novembre iniziarono a salire le quotazioni dei Gunners che, malgrado qualche tentennamento, riuscirono ad avvicinarsi alla capolista arrivando, alla vigilia dello scontro diretto in programma il 10 dicembre, con due punti di svantaggio. Usciti imbattuti (0-0) dal big-match, i Gunners piazzarono il sorpasso sconfiggendo l'Aston Villa alla vigilia di Capodanno e conclusero il girone di andata in testa con due punti di vantaggio sul Norwich City.
All'inizio del girone di ritorno l'Arsenal iniziò a prendere il largo, ottenendo in una settimana cinque punti di vantaggio sul Norwich City, divenuti sei la settimana successiva: tale distacco permise alla squadra di mantenere, tra febbraio e marzo, la vetta della classifica senza rischiare troppo. Frattanto il Liverpool, rimasto gravemente indietro rispetto alla vetta della classifica, diede avvio ad una rimonta che, nell'arco di un mese, le permise di prendere il testimone del Norwich City (sorpassato prevalendo di misura nello scontro diretto giocato il primo aprile) come avversario principale di un Arsenal che parve ormai avviato verso il titolo. Il 10 maggio, al termine della quartultima giornata, i Gunners potevano vantare cinque punti di vantaggio sui Reds: di lì in poi la capolista iniziò a balbettare perdendo in casa col Derby County il 13 maggio e pareggiando, dopo quattro giorni, contro il Wimbledon FC. Tali avvenimenti favorirono l'avanzata del Liverpool che, alla vigilia dello scontro diretto, si trovò solo in testa con tre punti di vantaggio e una differenza reti favorevole (l'Arsenal, per sperare nella vittoria titolo avrebbe dovuto vincere con almeno due reti di scarto). L'incontro, giocato ad Anfield e rinviato al 26 maggio per problemi logistici legati alla strage di Hillsborough, vide l'Arsenal passare in vantaggio all'inizio del secondo tempo con Alan Smith (che segnando tale rete si assicurerà il titolo di capocannoniere del torneo) per poi trovare il gol del 2-0 a venticinque secondi dal fischio finale, grazie ad un contropiede di Michael Thomas.
L'ultima giornata propose uno scontro diretto valido per l'ultimo posto in zona retrocessione, tra il Middlesbrough e lo Sheffield Weds: vincendo di misura, i Weds rispedirono immediatamente il Boro in Second Division, mettendo al riparo anche un pericolante Aston Villa. Nulla da fare, invece, per il Newcastle Utd e un West Ham Utd in declino, rimaste arenate sul fondo della classifica nonostante un disperato tentativo di recupero da parte degli Hammers.

## Squadre partecipanti
| Club              | Stagione | Città               | Stadio            | Stagione precedente                                   |
| ----------------- | -------- | ------------------- | ----------------- | ----------------------------------------------------- |
| Arsenal           | dettagli | Londra              | Arsenal Stadium   | 6º posto in First Division                            |
| Aston Villa       | dettagli | Birmingham          | Villa Park        | 2º posto in Second Division, promosso                 |
| Charlton          | dettagli | Londra              | Selhurst Park     | 17º posto in First Division                           |
| Coventry City     | dettagli | Coventry            | Highfield Road    | 10º posto in First Division                           |
| Derby County      | dettagli | Derby               | Baseball Ground   | 15º posto in First Division                           |
| Everton           | dettagli | Liverpool           | Goodison Park     | 4º posto in First Division                            |
| Liverpool         | dettagli | Liverpool           | Anfield           | 1º posto in First Division                            |
| Luton Town        | dettagli | Luton               | Kenilworth Road   | 9º posto in First Division                            |
| Manchester Utd    | dettagli | Manchester          | Old Trafford      | 2º posto in First Division                            |
| Middlesbrough     | dettagli | Middlesbrough       | Ayresome Park     | 3º posto in Second Division, promosso dopo i play-off |
| Millwall          | dettagli | Londra              | The Old Den       | 1º posto in Second Division, promosso                 |
| Newcastle Utd     | dettagli | Newcastle upon Tyne | St James' Park    | 8º posto in First Division                            |
| Norwich City      | dettagli | Norwich             | Carrow Road       | 14º posto in First Division                           |
| Nottingham Forest | dettagli | Nottingham          | City Ground       | 3º posto in First Division                            |
| QPR               | dettagli | Londra              | Loftus Road       | 5º posto in First Division                            |
| Sheffield Weds    | dettagli | Sheffield           | Hillsborough Park | 11º posto in First Division                           |
| Southampton       | dettagli | Southampton         | The Dell          | 12º posto in First Division                           |
| Tottenham         | dettagli | Londra              | White Hart Lane   | 13º posto in First Division                           |
| West Ham Utd      | dettagli | Londra              | Boleyn Ground     | 16º posto in First Division                           |
| Wimbledon FC      | dettagli | Londra              | Plough Lane       | 7º posto in First Division                            |

## Allenatori e primatisti
| Club              | Allenatore                                                             | Calciatore più presente                                    | Cannoniere          |
| ----------------- | ---------------------------------------------------------------------- | ---------------------------------------------------------- | ------------------- |
| Arsenal           | George Graham                                                          | John Lukic, David Rocastle, Nigel Winterburn (38)          | Alan Smith (23)     |
| Aston Villa       | Graham Taylor                                                          | David Platt (38)                                           | Alan McInally (14)  |
| Charlton          | Lennie Lawrence                                                        | Bob Bolder, John Humphrey (38)                             | Paul Williams (13)  |
| Coventry City     | John Sillett                                                           | Brian Borrows, Steve Ogrizovic (38)                        | David Speedie (14)  |
| Derby County      | Arthur Cox                                                             | Paul Blades, Michael Forsyth, Peter Shilton (38)           | Dean Saunders (14)  |
| Everton           | Colin Harvey                                                           | Neville Southall (38)                                      | Tony Cottee (13)    |
| Liverpool         | Kenny Dalglish                                                         | Ray Houghton, Steve Nicol (38)                             | John Aldridge (21)  |
| Luton Town        | Ray Harford                                                            | Kingsley Black, Danny Wilson (38)                          | Danny Wilson (9)    |
| Manchester Utd    | Alex Ferguson                                                          | Steve Bruce, Mark Hughes, Jim Leighton, Brian McClair (38) | Mark Hughes (14)    |
| Middlesbrough     | Bruce Rioch                                                            | Tony Mowbray, Gary Pallister, Bernie Slaven (37)           | Bernie Slaven (15)  |
| Millwall          | John Docherty                                                          | Tony Cascarino, Brian Horne, Alan McLeary (38)             | Tony Cascarino (13) |
| Newcastle Utd     | Willie McFaul (1ª-14ª) Jim Smith (15ª-38ª)                             | David McCreery (36)                                        | Mirandinha (9)      |
| Norwich City      | Dave Stringer                                                          | Ian Culverhouse, Dale Gordon (38)                          | Robert Fleck (10)   |
| Nottingham Forest | Brian Clough                                                           | Nigel Clough, Stuart Pearce, Steve Sutton, Neil Webb (36)  | Nigel Clough (14)   |
| QPR               | Jim Smith (1ª-14ª) Trevor Francis (15ª-38ª)                            | Paul Parker (36)                                           | Mark Falco (12)     |
| Sheffield Weds    | Howard Wilkinson (1ª-5ª) Peter Eustace (7ª-23ª) Ron Atkinson (24ª-38ª) | Nigel Pearson (37)                                         | David Hirst (7)     |
| Southampton       | Chris Nicholl                                                          | Rod Wallace (38)                                           | Rod Wallace (12)    |
| Tottenham         | Terry Venables                                                         | Gary Mabbutt (38)                                          | Chris Waddle (14)   |
| West Ham Utd      | John Lyall                                                             | Alan Dickens (37)                                          | Leroy Rosenior (7)  |
| Wimbledon FC      | Bobby Gould                                                            | John Scales (38)                                           | John Fashanu (12)   |

## Classifica finale
|        | Pos. | Squadra           | Pt | G  | V  | N  | P  | GF | GS | DR  |
| ------ | ---- | ----------------- | -- | -- | -- | -- | -- | -- | -- | --- |
|        | 1.   | Arsenal           | 76 | 38 | 22 | 10 | 6  | 73 | 36 | +37 |
| [ 37 ] | 2.   | Liverpool         | 76 | 38 | 22 | 10 | 6  | 65 | 28 | +37 |
| [ 38 ] | 3.   | Nottingham Forest | 64 | 38 | 17 | 13 | 8  | 64 | 43 | +21 |
|        | 4.   | Norwich City      | 62 | 38 | 17 | 11 | 10 | 48 | 45 | +3  |
|        | 5.   | Derby County      | 58 | 38 | 17 | 7  | 14 | 40 | 38 | +2  |
|        | 6.   | Tottenham         | 57 | 38 | 15 | 12 | 11 | 60 | 46 | +14 |
|        | 7.   | Coventry City     | 55 | 38 | 14 | 13 | 11 | 47 | 42 | +5  |
|        | 8.   | Everton           | 54 | 38 | 14 | 12 | 12 | 50 | 45 | +5  |
|        | 9.   | QPR               | 53 | 38 | 14 | 11 | 13 | 43 | 37 | +6  |
|        | 10.  | Millwall          | 53 | 38 | 14 | 11 | 13 | 47 | 52 | -5  |
|        | 11.  | Manchester Utd    | 51 | 38 | 13 | 12 | 13 | 45 | 35 | +10 |
|        | 12.  | Wimbledon FC      | 51 | 38 | 14 | 9  | 15 | 50 | 46 | +4  |
|        | 13.  | Southampton       | 45 | 38 | 10 | 15 | 13 | 52 | 66 | -14 |
|        | 14.  | Charlton          | 42 | 38 | 10 | 12 | 16 | 44 | 58 | -14 |
|        | 15.  | Sheffield Weds    | 42 | 38 | 10 | 12 | 16 | 34 | 51 | -17 |
|        | 16.  | Luton Town        | 41 | 38 | 10 | 11 | 17 | 42 | 52 | -10 |
|        | 17.  | Aston Villa       | 40 | 38 | 9  | 13 | 16 | 45 | 56 | -11 |
|        | 18.  | Middlesbrough     | 39 | 38 | 9  | 12 | 17 | 44 | 61 | -17 |
|        | 19.  | West Ham Utd      | 38 | 38 | 10 | 8  | 20 | 37 | 62 | -25 |
|        | 20.  | Newcastle Utd     | 31 | 38 | 7  | 10 | 21 | 32 | 63 | -31 |

Legenda:
      Campione d'Inghilterra.
      Retrocesse in Second Division 1989-1990.
Regolamento:
Tre punti a vittoria, uno a pareggio, zero a sconfitta.
A parità di punti le squadre venivano classificate secondo la differenza reti. Se persisteva ancora la parità le squadre venivano classificate in base alle reti segnate durante il campionato.
Note:
Nessuna squadra si qualificò alle coppe europee per effetto del bando dei club inglesi deciso dalla UEFA in seguito alla strage dell'Heysel.

## Statistiche

### Squadre

#### Capoliste solitarie
Fonte:
|    | —— | ——           | ——           | ——           | ——  | ——           | ——           | ——           | ——           | ——           | ——           | ——           | ——           | ——           | ——           | ——           | ——      | ——      | ——      | ——      | ——      | ——      | ——      | ——      | ——      | ——      | ——      | ——      | ——      | ——      | ——      | ——      | ——      | ——      | ——      | ——  | ——  | —— |  |
|    |    | Norwich City | Norwich City | Norwich City | Mil | Norwich City | Norwich City | Norwich City | Norwich City | Norwich City | Norwich City | Norwich City | Norwich City | Norwich City | Norwich City | Norwich City | Arsenal | Arsenal | Arsenal | Arsenal | Arsenal | Arsenal | Arsenal | Arsenal | Arsenal | Arsenal | Arsenal | Arsenal | Arsenal | Arsenal | Arsenal | Arsenal | Arsenal | Arsenal | Arsenal | Liv |     |    |  |
|    |    |              |              |              |     |              |              |              |              |              |              |              |              |              |              |              |         |         |         |         |         |         |         |         |         |         |         |         |         |         |         |         |         |         |         |     |     |    |  |
|    |    |              |              |              |     |              |              |              |              |              |              |              |              |              |              |              |         |         |         |         |         |         |         |         |         |         |         |         |         |         |         |         |         |         |         |     |     |    |  |
| 1ª | 2ª | 3ª           | 4ª           | 5ª           | 6ª  | 7ª           | 8ª           | 9ª           | 10ª          | 11ª          | 12ª          | 13ª          | 14ª          | 15ª          | 16ª          | 17ª          | 18ª     | 19ª     | 20ª     | 21ª     | 22ª     | 23ª     | 24ª     | 25ª     | 26ª     | 27ª     | 28ª     | 29ª     | 30ª     | 31ª     | 32ª     | 33ª     | 34ª     | 35ª     | 36ª     | 37ª | 38ª |    |  |

### Primati stagionali
- Maggior numero di vittorie: Arsenal, Liverpool (22)
- Minor numero di sconfitte: Arsenal, Liverpool (6)
- Miglior attacco: Arsenal (73)
- Miglior difesa: Liverpool (28)
- Miglior differenza reti: Arsenal, Liverpool (+37)
- Maggior numero di pareggi: Southampton (15)
- Minor numero di vittorie: Newcastle (7)
- Maggior numero di sconfitte: Newcastle (21)
- Peggiore attacco: Newcastle (32)
- Peggior difesa: Southampton (66)
- Peggior differenza reti: Newcastle (-31)

### Classifica marcatori
Fonte:
| Gol | Rigori |  | Giocatore      | Squadra           |
| --- | ------ |  | -------------- | ----------------- |
| 23  |        |  | Alan Smith     | Arsenal           |
| 21  | 4      |  | John Aldridge  | Liverpool         |
| 15  |        |  | Bernie Slaven  | Middlesbrough     |
| 14  |        |  | Alan McInally  | Aston Villa       |
| 14  |        |  | Chris Waddle   | Tottenham         |
| 14  |        |  | David Speedie  | Coventry City     |
| 14  |        |  | Mark Hughes    | Manchester Utd    |
| 14  | 2      |  | Dean Saunders  | Derby County      |
| 14  | 4      |  | Nigel Clough   | Nottingham Forest |
| 13  |        |  | Tony Cottee    | Everton           |
| 13  |        |  | Tony Cascarino | Millwall          |
| 13  |        |  | Paul Williams  | Charlton          |
| 12  |        |  | Rod Wallace    | Southampton       |
| 12  |        |  | Paul Stewart   | Tottenham         |
| 12  | 4      |  | John Fashanu   | Wimbledon FC      |
| 12  | 2      |  | Mark Falco     | QPR               |